# پالپ (میوه)
وزیکول آب‌میوه (در حالت جمع پالپ) محتویات پوستهٔ هسته‌ی مرکبات است که آب میوه داخل آن قرار می‌گیرد.

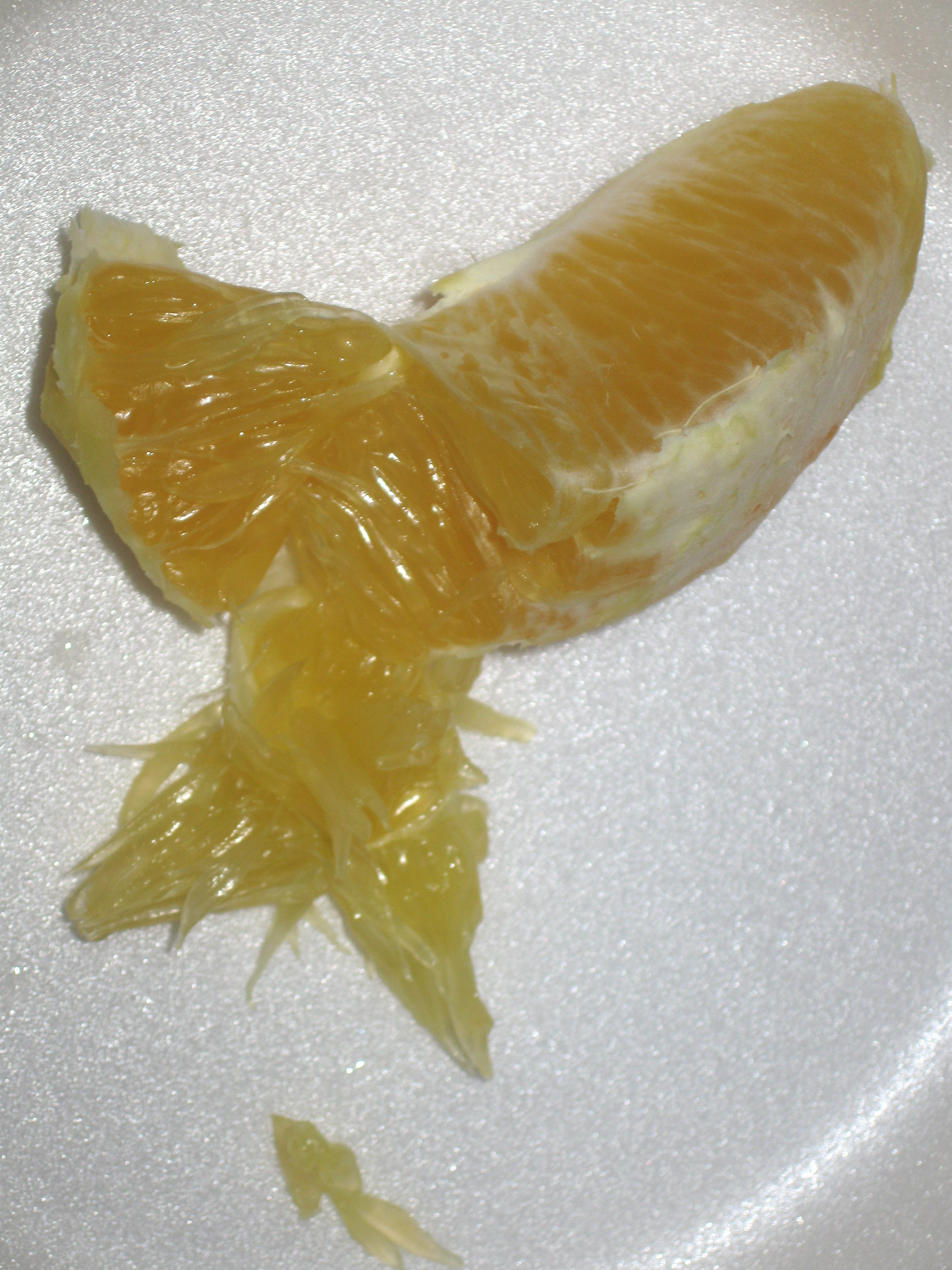
قطعه‌ای پرتقال که باز شده تا پالپ آن دیده شود.

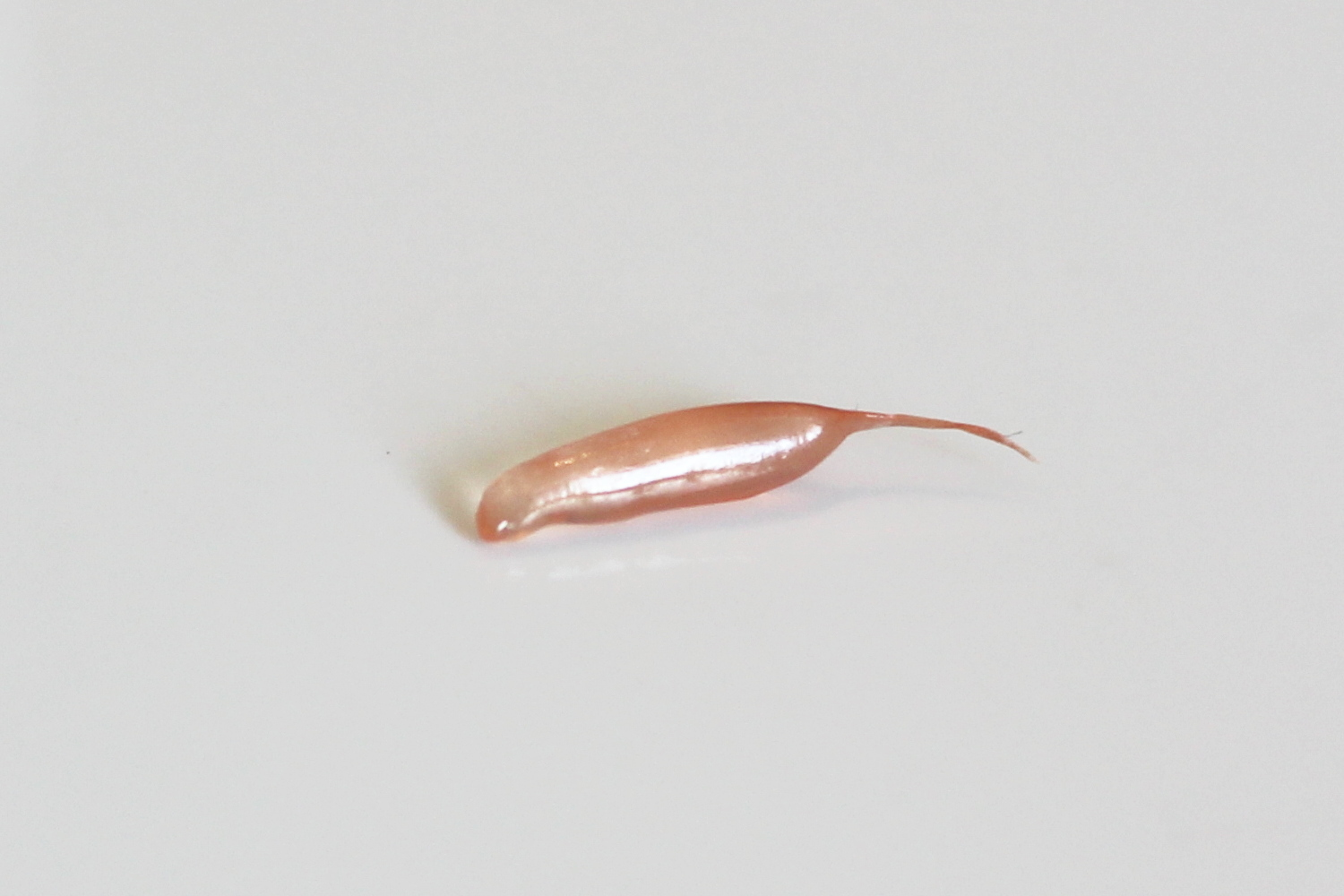
یک تک‌دانه وزیکول گریپ‌فروت.